# Агилера, Эдгар
Эдгар Мильсиадес Агилера Аранда (исп. Edgar Milcíades Aguilera Aranda, род. 28 июля 1975, Вильета, Сентраль) — парагвайский футболист, полузащитник.

## Биография
Известен по выступлениям за многие клубы Парагвая, преимущественно за «Серро Кора». Также выступал за команду «Атлетико Паранаэнсе» из Бразилии, гватемальский «Мунисипаль» и боливийский «Блуминг», с которым выиграл Апертуру (турнир-открытие) чемпионата Боливии в 2005 году.
За сборную Парагвая провёл восемь матчей, числился в заявке на чемпионат мира 1998 года, где не сыграл ни одной встречи.